# Scootertuning

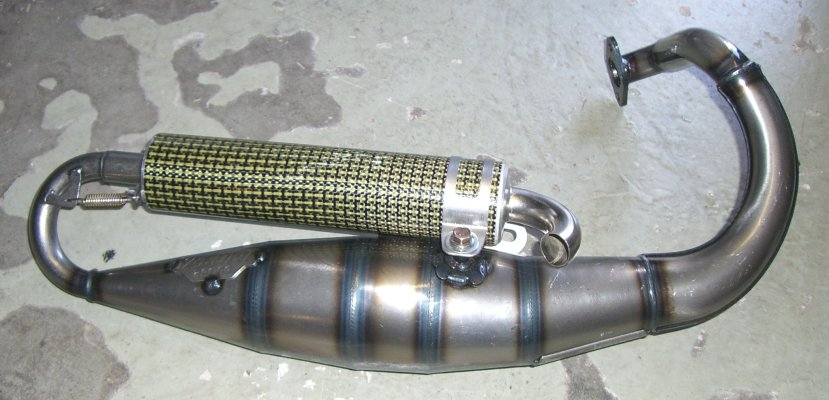
Sport-Resonanzauspuff (Yasuni R) für Rollermodelle mit „stehendem“ Zylinder (z. B. Peugeot Speedfight 1 oder Speedfight 2) mit „Kevlar“-Endschalldämpfer

Scootertuning bezeichnet das Tuning von Motorrollern (engl. Scooter). Übliche 50er-Roller haben einen Zweitakt-Motor mit 49 cm³ Hubraum. Beim 45-km/h-Roller (D: Kleinkraftrad, A und CH: Kleinmotorrad) mit einer durchschnittlichen Leistung von 4 PS (3 kW) kann mit entsprechendem Fachwissen und handelsüblichen Tuning-Teilen die Leistung und damit die Geschwindigkeit wesentlich erhöht werden. Nach Angaben der Unfallforschung der Versicherer Deutschlands ist es technisch einfach, die Roller auf Geschwindigkeiten bis zu 80 km/h zu frisieren. 
Diese Umbauten können eine Abnahme bei der jeweiligen Fahrzeugbehörde (TÜV, Begutachtung, MFK usw.) nach sich ziehen, zu der unter anderem kostspielige Einzelabnahmen, Abgaskontrollen und Festigkeitsprüfungen (Rahmen, Fahrwerk) gehören. Zudem kann für das Führen dieser Fahrzeuge ein Führerschein oder höherwertiger Führerschein erforderlich sein.
Gemäß der Unfallforschung ist in Deutschland jedes zweite Fahrzeug unzulässig getunt.

## Technik
Tuning kann das Entfernen der Drosselungsmaßnahmen des Herstellers umfassen. Darüber hinaus können aber auch serienmäßige Teile durch Tuning-Teile von anderen Herstellern ersetzt werden, die die Motorleistung weiter erhöhen. In der Praxis werden oft beide Methoden parallel eingesetzt und überschneiden sich. Einige verbreitete Tuningmaßnahmen und die entsprechenden Komponenten sind im Folgenden aufgeführt.
Unter dem Entdrosseln versteht man die Entfernung gesetzlich vorgeschriebener Drosselungen zur Erreichung höherer als der erlaubten Höchstgeschwindigkeiten. Hintergrund ist, dass in Europa verkaufte Motorroller mit 50 cm³ Hubraum und 45 km/h Höchstgeschwindigkeit von den Herstellern konstruktiv auf deutlich höhere Höchstgeschwindigkeit ausgelegt sind. In Europa werden sie jedoch mit einer gesetzlich vorgeschriebenen technischen Geschwindigkeitsbegrenzung verkauft. Die dazu eingesetzten, sehr vielfältigen und oft in Kombination eingesetzten Begrenzungsmaßnahmen werden unter dem Oberbegriff Drossel-Komponenten zusammengefasst.

### Drossel-Komponenten

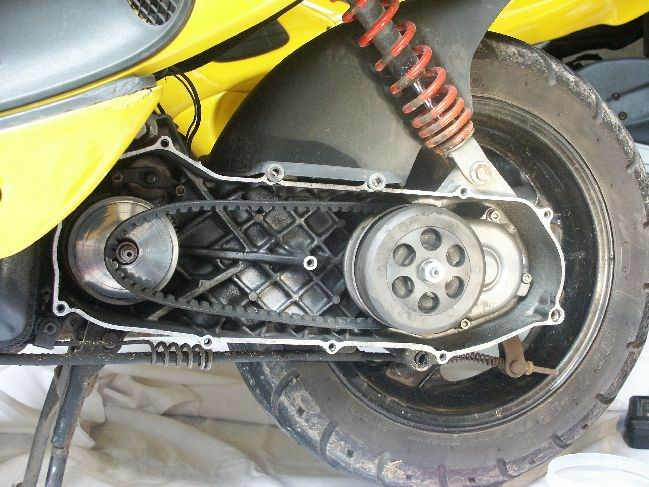
Stufenloses Keilriemengetriebe (Riemenscheibe entfernt)

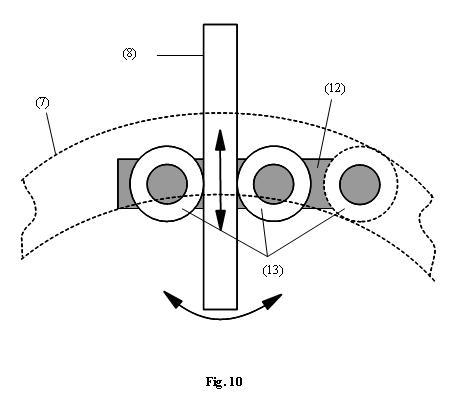
Variorollen (Schema)

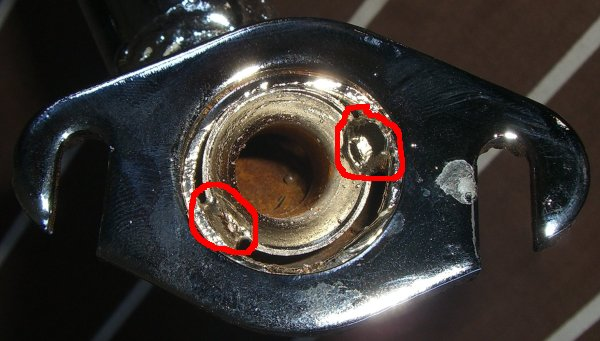
Krümmerdrossel beim Laser X-Pro Sportauspuff (Schweißpunkte sind markiert)

- Zündung / Einspritzung (elektronische Drossel). Ab einer bestimmten Drehzahl setzt der Zündfunke aus, und der Roller kann nicht weiter beschleunigen. In vielen modernen Rollern verwendet, oft in Verbindung mit einem Distanzring. Meistens muss die CDI (Zündung) gegen eine offene getauscht werden, nur bei wenigen Modellen (besonders bei Modellen vor dem Baujahr 2003) kann man die elektrische Drossel umgehen, indem man sie abklemmt.
- Distanzring oder Axialwegbegrenzer: Der Distanzring oder Drosselscheibe sitzt im stufenlosen Getriebe zwischen der beweglichen und der starren Seite der Riemenscheibe. Durch die Fliehkraft werden die Fliehgewichte (Variorollen) gegen die bewegliche Kegelscheibe gedrückt, wodurch der Keilriemen nach außen wandert. Der Distanzring sorgt dafür, dass der Keilriemen bei höheren Geschwindigkeiten nicht auf die äußerste Bahn gehen kann und – wie eigentlich konstruktiv vorgesehen – seine Endübersetzung (und damit die theoretische Endgeschwindigkeit des Rollers) erreicht. Der Axialwegbegrenzer ist eine Methode, den Roller auf 25 km/h zu drosseln. Dies ist vergleichbar mit einem Fahrrad mit Kettenschaltung, bei der man die Kette vorne nicht auf das größte Kettenblatt schalten kann.
- Variorollen: Durch unterschiedliche Gewichte der Variorollen kann das Ansprechverhalten der Automatik verändert werden;[3] unter anderem erzeugen leichtere Gewichte weniger Fliehkraft und damit ein schnelleres Hochdrehen des Motors, schwerere Gewichte werden schon bei niedriger Drehzahl nach außen gedrückt.[4]
- Vergaser: Üblicherweise werden relativ kleine Vergaser (12–14 mm) mit kleinen Hauptdüsen eingebaut, was weniger Verbrauch, aber auch weniger Leistung zur Folge hat.
- Gasschieberanschlag: Der Gasschieberanschlag ist eine typische Mofaroller-Drossel. Er ist am Vergaser montiert und sorgt dafür, dass sich der Gasgriff nur noch zum Beispiel zur Hälfte drehen lässt und kein Vollgas erlaubt.
- Ansaugstutzen: Das Verbindungsstück zwischen Vergaser und Kurbelgehäuse, der sogenannte Ansaugstutzen, wird in seinem Querschnitt verengt um die Leistung zu verringern und Tuningvorhaben zu erschweren. Er lässt sich auffräsen oder durch einen offenen bzw. Tuning-Ansaugstutzen (kurz ASS) ersetzen. Diese Veränderung bringt aber unter Beibehaltung des Original-Vergasers kaum Leistungszuwachs, sie ist erst mit größerem Vergaser und besonders auch einem hubraumstärkeren Zylinder effektiv.

- Luftfilter: Meist durch einen „Schnorchel“ gedrosselt, damit weniger Luft angesaugt wird. Man kann entweder den „Schnorchel“ entfernen oder einen Tuning-Luftfilter (auch „Pilz“ genannt) verbauen. Bei jeder Veränderung am Luftfilter muss der Vergaser neu bedüst werden, da sich dann das Verbrennungsluftverhältnis verändert, wenn der Vergaser mehr Luft zieht. Wenn der Vergaser nicht neu bedüst wird, kann es zu einem Kolbenklemmer oder Kolbenfresser führen. Bei Tuningluftfiltern wird der Roller durch das Ansauggeräusch deutlich lauter und bei guter Abstimmung erhält man einen Leistungsschub von bis zu 15 %.
- Auspuff: Der Originalauspuff ist bei fast jedem Roller gedrosselt. Der Querschnitt des Krümmers wird reduziert (durch einen Konus oder eine U-Scheibe, sogenannte Krümmerverjüngung), ein Blindrohr wird montiert, oder am Einlass oder am Endschalldämpfer ist eine Verengung. Diese Verengung hat zur Folge, dass es die Resonanz des Auspuffes beeinflusst und stört, was sich durch einen Leistungsabfall bemerkbar macht.

### Tuning-Komponenten

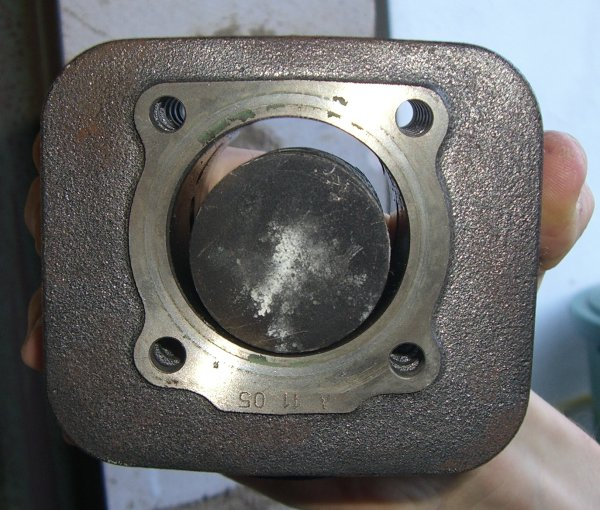
70-cm³-Tuningzylinder mit dem serienmäßigen, kleineren 50-cm³-Kolben als Vergleich

- Austausch-Zylinder und Kolben mit größerer Bohrung; üblich sind 70 cm³ Hubraum.
- Austausch-Zylinder und Kolben mit größerer Bohrung und anderer Kurbelwelle mit mehr Hub; üblich sind 90 cm³ Hubraum. Bekannte Hersteller von Zylindern sind Airsal, Diffusione Ricambi (DR), Fabrizi, Hebo, Italkit, Malossi, Metrakit, Naraku, Polini, Stage6 (Athena), Top Performances, Team Christofolini (TCR) und TRT (2Fast 80 cm³). Bekannte Hersteller für Kurbelwellen sind Stage6, Doppler, Hebo, 2Fast, Italkit (Alferre), Malossi (MHR), Metrakit, Motorforce, Bgm, Polini, Top Performance.
- Veränderungen am Auspuff (beliebt sind Resonanz-Sportauspuffe). Bekannte Hersteller von Auspuffen sind Bidalot, Doppler, DPR, Giannelli, Hebo, Kundo, Laser, Leo Vince, Malossi, Metrakit, Polini, Stage6, Tecnigas, TJT, TNT, Top Performances, Roost und Yasuni.
- Größere Vergaser bewirken eine bessere Befüllung des Zylinders mit Gasgemisch und im Allgemeinen eine Verbrauchserhöhung. Bekannte Vergaserhersteller sind Arreche, Dell’Orto, Koso, Mikuni, Bing, KeiHin und Stage6. Der Vergaserdurchmesser reicht von 12 mm bis zu 24 mm. Durch die Veränderung des Vergaserdurchmessers wird ein veränderter Luftfilter erforderlich.
- Strömungsoptimierte Membranventile aus Carbon; diese öffnen sich schneller als die serienmäßigen Metallmembranen; der Motor erzielt ein besseres Ansprechverhalten und erreicht schneller höhere Drehzahlen. Bekannte Hersteller sind Malossi, Polini und Stage6.
- Tuning-Variatoren für besseres Schaltverhalten und dadurch bessere Beschleunigung und Endgeschwindigkeit. Bekannte Hersteller sind Malossi, Polini, Hebo, Top Performances, Stage 6  und Naraku.
- Tuning-Kupplungen zur Abstimmung des Rollers, damit die Kraft des Motors besser auf das Hinterrad übertragen werden kann. Durch die Härte der Kupplungsfedern oder Variieren der Federspannung kann die Einkuppeldrehzahl bestimmt werden.

## Customizing
In einigen Fällen passt nicht alles perfekt, dann wird das „Customizing Tuning“ angewandt. Damit bezeichnet man den Umbau bzw. die Anpassung eines Serienproduktes an die eigenen Wünsche. Dabei wird zum Beispiel der Auspuff zum Teil mit einem Winkelschleifer abgetrennt („abgeflext“) und mit einem anderen Teil eines Auspuffes wieder zusammengeschweißt, damit alles passt. Am häufigsten wird beim Customizing der Rahmen geändert, sodass der Motorblock fest eingebaut und montiert werden kann.

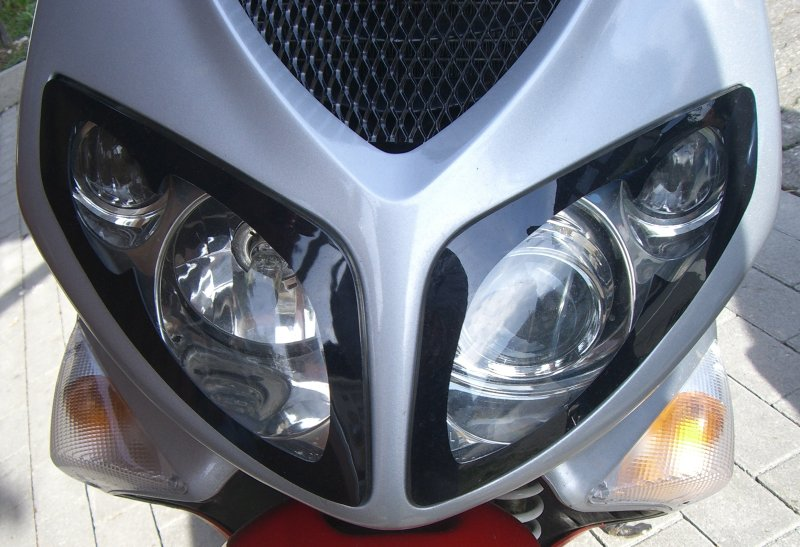
„Böser Blick“ (BCD)

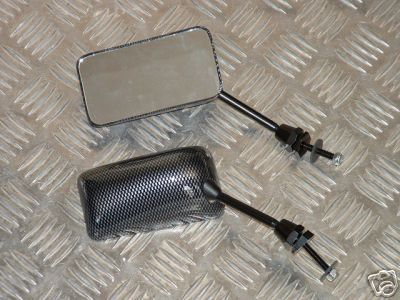
Formel-1-Spiegel in Carbon-Optik

### Lack/Farbe
- Auspuff
- Effektlacke (Flip-Flop)
- Downhill Lenker (auch „Downi“ genannt)
- verchromte Felgen oder Räder
- Felgenrandaufkleber
- Helmfach
- Innenraum
- Unterbodenbeleuchtung (LED / Kaltlichtkathoden)
- Verchromter, lackierter oder polierter Getriebedeckel
- Verkleidung

### Verkleidung
- Aufkleber
- Böser Blick
- Design-Verkleidungsteile
- Farbkombinationen
- Fräsungen an der Verkleidung
- Neonlampen/Leuchtdioden/Kaltlichtkathoden
- Polierarbeiten auf Metalloberflächen
- Renngitter (auch Racinggitter genannt)
- Riffelbleche
- Spachtelarbeiten
- Sportheck anbringen
- Spritzschutz entfernen
- Heckdurchgang

### Zubehör
Die im Folgenden genannten Zubehörteile gelten verständnisgemäß als Ersatz eines Serienteils oder zusätzlichen Anbauteils. Meist soll durch den Ersatz oder dem zusätzliche Anbringen das Fahrzeug verschönert werden.
- Bremsscheiben
- Blinkergläser in verschiedenen Farben
- Breitreifenkits
- Bremszylinderabdeckung
- Downhill Lenker
- F1-Spiegel
- Fußrasten
- Griffe
- Heckspoiler
- Höherlegungssatz (HLS)
- Helmfachmusikanlage
- Kickstarter
- Lackierte Bremssättel
- LED-Blinker
- Lenkerspoiler
- Lüfterradabdeckung
- Nummernschildhalterungen an dem Getriebedeckel
- Seitenständer
- Sitzbezüge
- Tachometer
- Trittbretter
- Unterbodenbeleuchtung
- Getriebedeckel
- Getriebedeckel Cutted

Bekannte Hersteller von Verkleidungsteilen und Zubehör sind Kiesler, BCD, MTKT, STR8, DMP, Stage 6 und TNT.

## Rechtliche Problematik

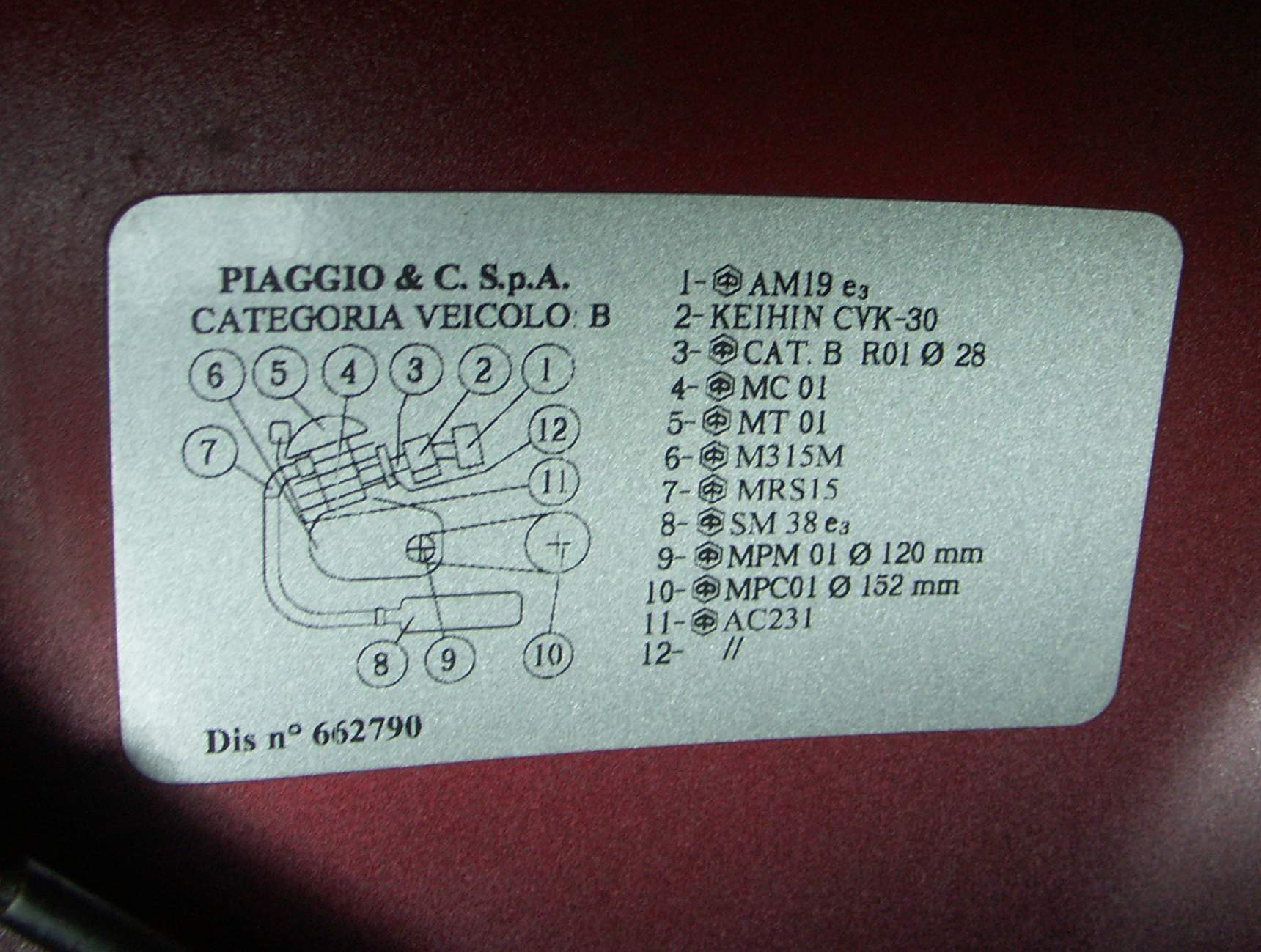
Antimanipulationsplakette an einer Vespa

Rollertuning im öffentlichen Straßenverkehr ohne Allgemeine Betriebserlaubnis, fehlender Einzelbetriebserlaubnis oder Betriebserlaubnis für Fahrzeugteile ist verboten.
- Die Betriebserlaubnis ist durch das Tuning erloschen (vgl. § 19 StVZO), das Fahren ohne oder mit erloschener Betriebserlaubnis ist eine Ordnungswidrigkeit (§ 69a StVZO), die mit Geldbuße und Punkten in Flensburg geahndet wird.
- Durch die Veränderung der Motorleistung, Hubraum und Höchstgeschwindigkeit wird eine andere Fahrerlaubnis benötigt – i. d. R. A1 – hat der Fahrer diese nicht, liegt eine Straftat des Fahrens ohne Fahrerlaubnis vor.
- Illegales Tuning beeinflusst im Versicherungsfall die Schadensregulierung. Während bei der Kfz-Haftpflichtversicherung ein Regress von bis zu 5000 Euro vorgesehen ist,[5] kann die Kaskoversicherung wegen einer Obliegenheitsverletzung die Zahlung ganz verweigern (Leistungsfreiheit).[6]

Viele Jugendliche sind sich des Risikos und der Illegalität nicht bewusst oder nehmen diese bewusst in Kauf, ohne die tatsächlichen Risiken und Konsequenzen abschätzen zu können. Manipulierte Fahrzeugteile können unter Umständen anhand der Antimanipulationsplakette überführt werden.
Mögliche Konsequenzen beim illegalen Tuning
- Vorführung des Fahrzeugs beim TÜV nach Rückbau der Tuningmaßnahme nötig
- Stilllegung des Fahrzeugs
- 1 Punkt im Flensburger Fahreignungsregister für Erlöschen der Betriebserlaubnis
- 2 bzw. 3 Punkte für Fahren ohne Fahrerlaubnis
- Geldbuße, Geldstrafe oder Sozialstunden, zusätzlich ggf. Gebühren und Auslagen für Ämter, Sachverständige und Gericht
- Fahrverbot
- Fahrerlaubnisentzug (bei AM)
- Sperre von 6 Monaten oder länger zur Erteilung einer neuen Fahrerlaubnis zusätzlich zum Fahrerlaubnisentzug
- Freiheitsstrafe bis zu einem Jahr (bei Wiederholungstätern)
- Einzug des Fahrzeugs (u. a. bei Wiederholungstätern)[7]

Nebenfolgen aus Erlöschen der Betriebserlaubnis und/oder Fahren ohne Fahrerlaubnis in der Probezeit:
- Verlängerung der Probezeit
- Anordnung eines Aufbauseminars